# Pękalin (województwo pomorskie)
Pękalin (kaszb. Frydrychswôrder, niem. Friedrichswerder) – mała osada kaszubska w Polsce położona w województwie pomorskim, w powiecie słupskim, w gminie Główczyce w pradolinie Łeby. Wieś wchodzi w skład sołectwa Wolinia.
W latach 1975–1998 miejscowość administracyjnie należała do województwa słupskiego.

## Nazwa
Nazwa miejscowości jest tzw. chrztem nazewniczym i ma charakter pseudodzierżawczy. Powstała przez dodanie do nazwy osobowej Pękała formantu -in. Pierwotna niemiecka nazwa Friedrichswerder, wzmiankowana po raz pierwszy w 1780, ma charakter pamiątkowy i składa się z dwóch członów: nazwy osobowej Friedrich „Fryderyk” i nazwy pospolitej Werder „kępa, żuława, wyspa rzeczna”.
Rada Języka Kaszubskiego proponuje opartą na polskiej kaszubską formę nazwy Päkalëno.